# Myolepta mada
Myolepta mada är en tvåvingeart som beskrevs av Reemer och Hauser 2005. Myolepta mada ingår i släktet parkblomflugor, och familjen blomflugor.
Artens utbredningsområde är Azerbajdzjan. Inga underarter finns listade i Catalogue of Life.